# 威廉·奥尔福德·理查兹

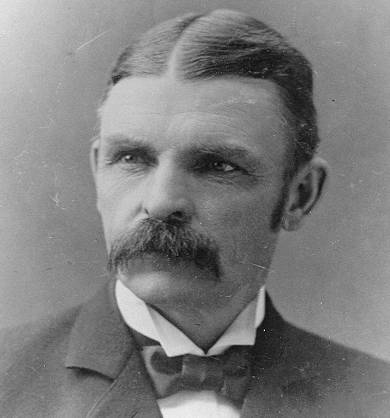
威廉·理查兹

威廉·奥尔福德·理查兹（英語：William Alford Richards）（1849年3月9日—1912年7月25日），美国政治人物，共和党人。曾担任怀俄明州州长，时间为1895年1月7日至1899年1月2日，为第4任州长。

## 生平
1849年3月9日，威廉·理查兹生于美国威斯康星州黑兹尔格林。1912年7月25日，在去世，享年63岁。